# کلان‌گیاه‌خوار

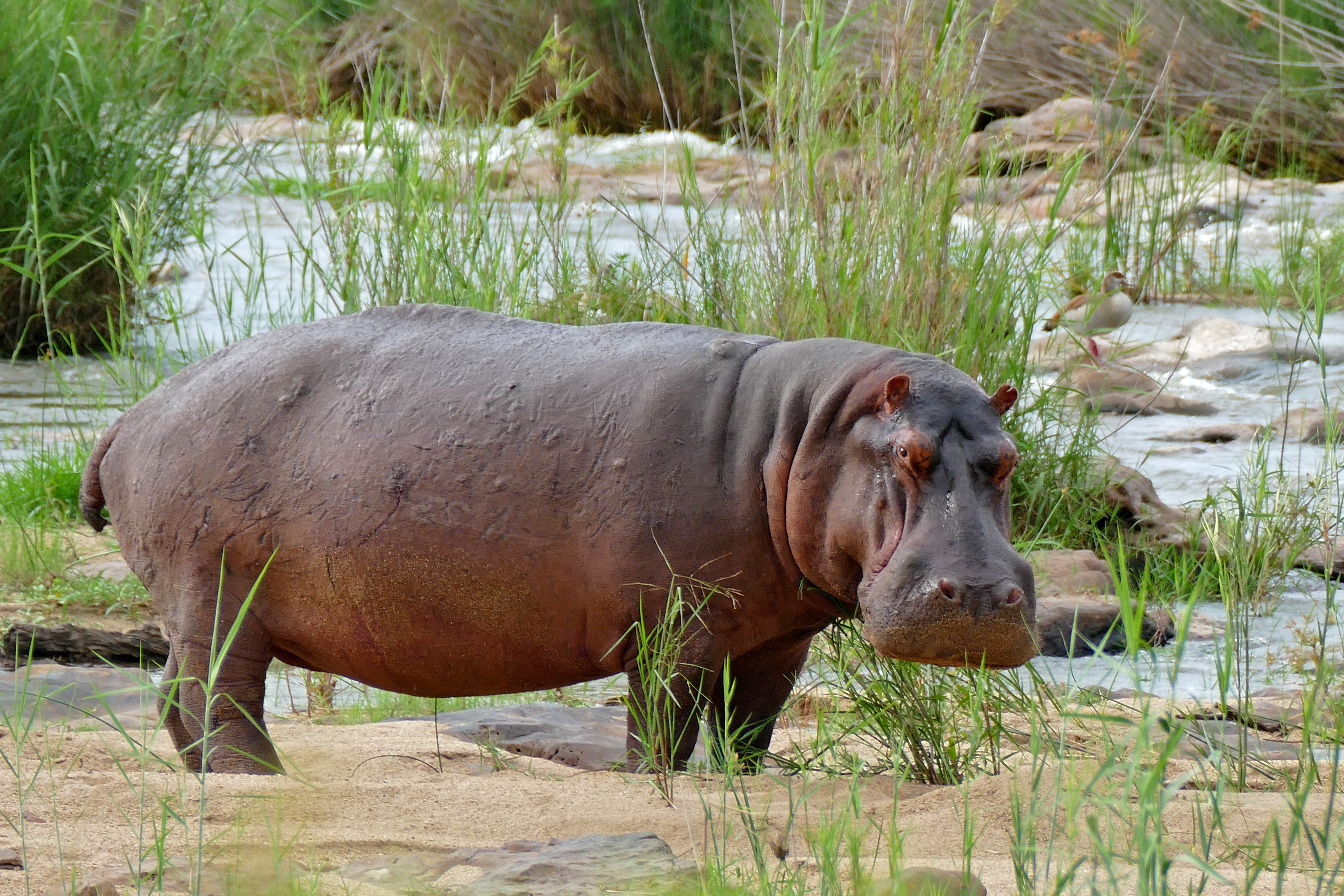
اسب آبی یک جانور کلان‌گیاه‌خوار موجود است.

کلان‌گیاه‌خواران یا گیاه‌خواران بزرگ (به انگلیسی: Megaherbivore) (به یونانی megas به معنی «کلان، بزرگ» و واژهٔ لاتین herbivora به معنی «گیاه‌خوار») گیاهخواران بزرگی هستند که می‌توانند بیش از ۱٬۰۰۰ کیلوگرم (۲٬۲۰۰ پوند) وزن داشته باشند. نخستین گیاه‌خوارانی که به چنین اندازه‌هایی مانند پاریاسورها رسیدند در دوره پرمین پدیدار شدند. در طول بیشتر دوره میانه‌زیستی، کنامهای گیاهخوار تا زمان انقراض دایناسورها در طول رویداد انقراض کرتاسه-پالئوژن تا حد زیادی تحت سلطه دایناسورها بود. پس از این دوره، گونه‌های پستانداران کوچک به سوی گیاه‌خواران بزرگ در پالئوژن تکامل یافتند. به عنوان بخشی از انقراض کلان‌زیاگان در پایان پلیستوسن، ۸۰ درصد از گونه‌های گیاه‌خوار منقرض شدند، و این جانوران به‌طور کامل در اروپا، استرالیا و قاره آمریکا منقرض شدند. گیاه‌خواران برجای‌مانده شامل فیل‌ها، کرگدن‌ها، اسب‌های آبی و زرافه‌ها هستند. در آفریقا و آسیا ۹ گونه از کلان‌گیاه‌خواران زمینی وجود دارد. فیل بیشه آفریقایی بزرگ‌ترین گونه موجود است.
کلان‌گیاه‌خواران موجود، گونه‌های کلیدی در محیط خود هستند. آنها مناظر را از بین می‌برند و تعداد بیشتری بذر را نسبت به دیگر میوه‌خواران پخش می‌کنند. کلان‌گیاه‌خواران موجود، مانند بیشتر پستانداران بزرگ، گونه‌های گزینش K هستند. آنها با اندازه بزرگ، مصونیت نسبی در برابر شکارگر، تأثیر آنها بر گونه‌های گیاهی و تحمل رژیم غذایی آنها مشخص می‌شوند.

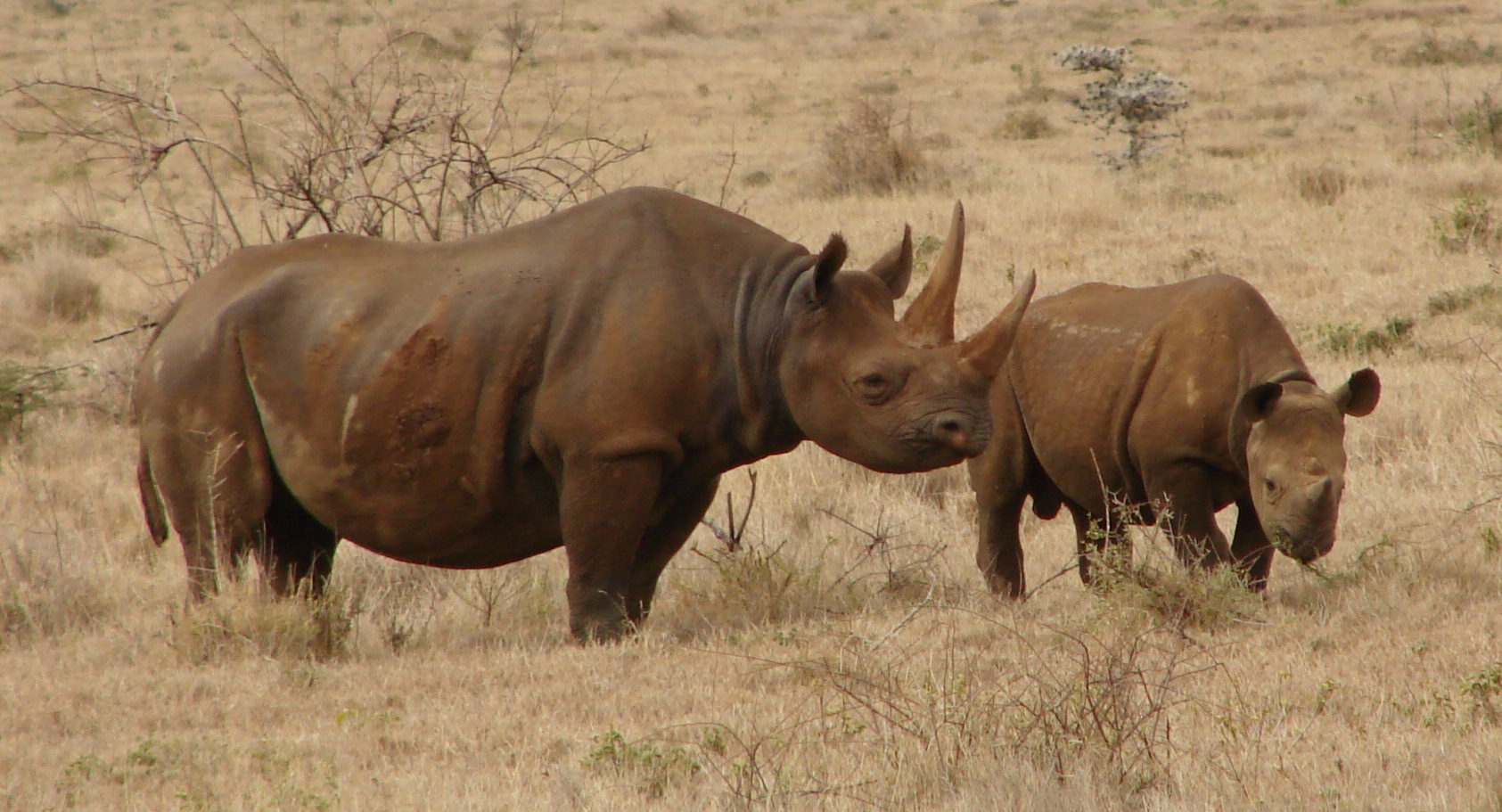
گوساله‌های کرگدن سیاه در برابر شکارگران آسیب‌پذیر هستند و برای ایمنی به مدت ۲۶ تا ۴۰ ماه نزدیک مادر خود می‌مانند. ۱۳۶

## تعریف
کلان‌گیاه‌خوارها (Megaherbivores) گیاه‌خوارهای بزرگی هستند که در صورت رشد کامل بیش از ۱ تن وزن دارند. آنها شامل هم گیاه‌خوار دریایی و هم خشکی هستند. یک نوع کلان‌زیاگان (بیش از ۴۵ کیلوگرم)، آنها بزرگ‌ترین جانوران روی خشکی هستند.

## برهمکنش‌های برون‌گونه‌ای
بیشتر گونه‌های کلان‌گیاه‌خوار بیش از حد بزرگ و نیرومند هستند که بیشتر شکارگران نمی‌توانند آن‌ها را بکشند. با این حال، گوساله‌ها توسط چندین گونه شکارگر هدف قرار می‌گیرند. ۱۵۸ زرافه‌ها نیز مستعد شکار هستند و به ندرت پیش می‌آید که شیرها در برخی نقاط زرافه‌های بالغ را شکار کنند. جوانان به‌ویژه آسیب‌پذیر هستند، به طوری که یک چهارم تا نیمی از گوساله‌های زرافه به بلوغ نمی‌رسند. در پارک ملی چوبه، شیرها در حال شکار فیل‌های جوان و نیمه‌بالغ ثبت شده‌اند. ببرها یکی دیگر از شکارگران شناخته‌شده فیل‌های جوان هستند. گوساله‌های کرگدن ممکن است گاهی طعمه شیرها، کفتارهای خال‌دار و تمساح‌های نیل شوند.

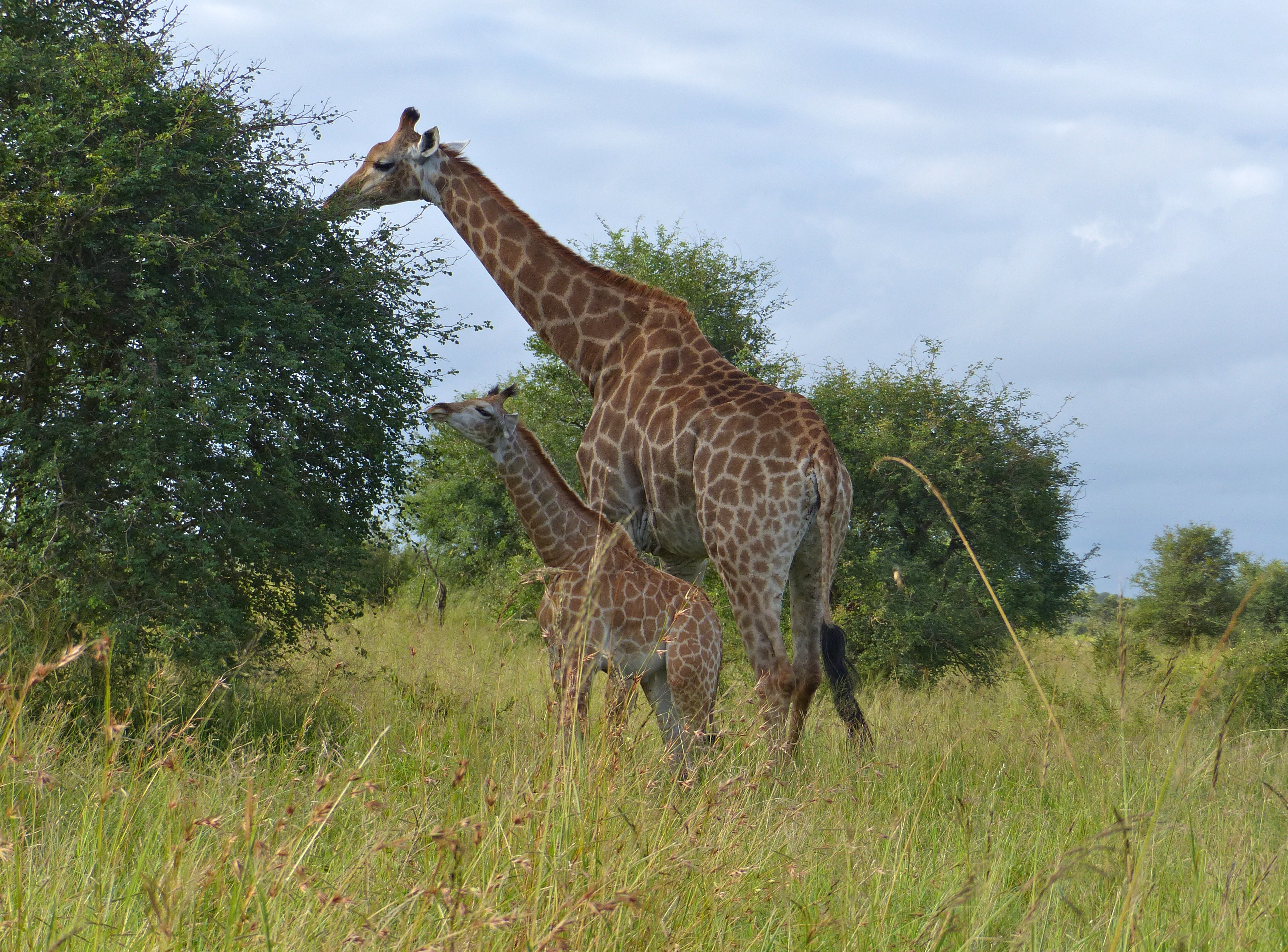
گوساله‌های زرافه در کنار مادرشان نمی‌مانند، بیشتر روز می‌نشینند و پنهان می‌شوند و مادرانشان آنها را برای غذا دادن برای مدت کوتاهی ملاقات می‌کنند. ۱۳۴

زرافه‌ها ممکن است فرار کنند یا به شیوه‌ای غیرتهاجمی عمل کنند، در حالی که کرگدن‌های سفید معمولاً به حضور شکارچیان واکنش نشان نمی‌دهند. از سوی دیگر، کرگدن‌های سیاه و هندی، فیل‌ها و اسب‌های آبی به شدت به شکارگران واکنش نشان می‌دهند. ۱۲۴–۱۳۱

## اندازه
فیل‌ها با وزنی بین ۲٫۵ تا ۶٫۰ تن بزرگ‌ترین اعضا هستند. کرگدن‌های هندی، کرگدن‌های سفید و اسب آبی معمولاً بین ۱٫۴ تا ۲٫۳ تن وزن دارند. وزن کرگدن جوان و سیاه به‌طور متوسط ۱ تا ۱٫۳ تن است. زرافه‌ها کوچک‌ترین اعضا هستند و وزن کلی آنها بین ۰٫۸ تا ۱٫۲ تن است. 14

## طول عمر و مرگ‌ومیر
کرگدن‌ها و اسب‌های آبی تا ۴۰ سال عمر می‌کنند، در حالی که فیل‌ها بیش از ۶۰ سال عمر می‌کنند اما عمر زرافه‌ها حدود ۲۵ سال است. ۱۵۸
سالانه حدود ۲ تا ۵ درصد از کلان‌گیاه‌خواران بالغ می‌میرند. احتمال مرگ نرها در اثر جراحت ناشی از درگیری بیشتر از ماده‌ها است. گاهی هنگام خشکسالی، جمعیت ممکن است به میزان چشمگیری کاهش یابد و گوساله‌ها در چنین مواقعی بیشترین تأثیر را می‌پذیرند. ۱۵۸